# Cléon
Cléon is een gemeente in het Franse departement Seine-Maritime (regio Normandië). De gemeente telde 4.863 inwoners op 1 januari 2022. De plaats maakt deel uit van het arrondissement Rouen.

## Geschiedenis
De Saint-Martinkerk gaat terug op de vroege middeleeuwen. De kerk werd gesticht op een kruispunt van oude wegen. Het dorp Cléon ontstond op enige afstand van deze kerk. Cléon was een landbouwdorp waar zich geleidelijk ook nijverheid ontwikkelde. Dit was scheepsbouw aan het begin van de 18e eeuw en later textielindustrie. In 1958 werd een fabriek van Renault geopend in Cléon. Er werden versnellingsbakken en later ook automotoren gebouwd. Eind 2024 telde de fabriek 3.141 werknemers. Er vestigden zich ook andere grote bedrijven, zoals Desjardins en Ebusco. De bevolking groeide sterk en de gemeente verstedelijkte.

## Geografie
De gemeente ligt in een meander van de Seine. In de gemeente ligt het meer Lac Patin. De oppervlakte van Cléon bedroeg op 1 januari 2022 6,47 vierkante kilometer; de bevolkingsdichtheid was toen 751,6 inwoners per km².
De onderstaande kaart toont de ligging van Cléon met de belangrijkste infrastructuur en aangrenzende gemeenten.

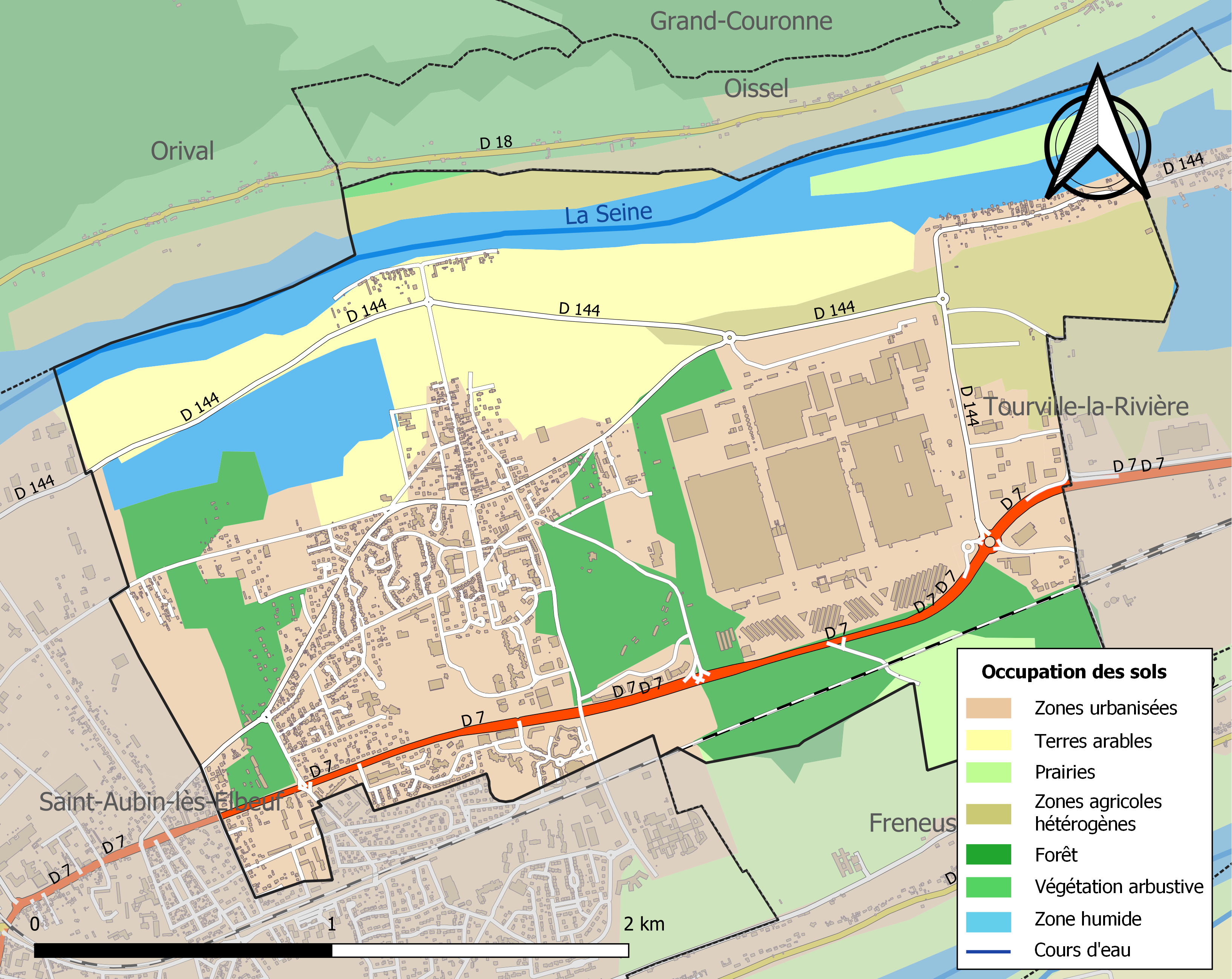

## Demografie
Door de komst van industrie groeide de bevolking van Cléon sterk vanaf de jaren 1950. Onderstaande figuur toont het verloop van het inwonertal (bron: INSEE-tellingen).